# (2614) Torrence
(2614) Torrence (1980 LP; 1976 JC11; 1977 SR2) ist ein Asteroid des inneren Hauptgürtels, der am 11. Juni 1980 von der US-amerikanischen Astronomin Carolyn Shoemaker auf Aufnahmen der US-amerikanischen Astronomen Eleanor Helin und Schelte John Bus am Palomar-Observatorium etwa 80 Kilometer nordöstlich von San Diego, Kalifornien (IAU-Code 675) entdeckt wurde.

## Benennung
(2614) Torrence wurde nach dem Planetologen Torrence V. Johnson benannt, der am Jet Propulsion Laboratory tätig ist und für seine systematischen Untersuchungen der von Jupiter und Saturn mit Hilfe von Bodenteleskopen sowie der vom Voyager-Programm erhaltenen Daten bekannt ist.